# Der rote Halbmond
Der rote Halbmond ist der deutsche Titel des stummen ungarischen Abenteuerfilms Az aranyember (deutsch: „Der Goldmensch“), den Alexander Korda (ungarisch Korda Sándor) 1918 für die Produktionsfirma Corvin drehte. Das Manuskript schrieb Ladislaus Vajda (ungarisch Vajda László) nach dem gleichnamigen Roman von Moritz Jókai (ungarisch Jókai Mór) aus dem Jahr 1872.

## Handlung
Mihály Timár, der als Gehilfe bei einem griechischen Weinhändler arbeitet, begehrt dessen Tochter Timea. Angeblich will er sie heiraten, eigentlich aber möchte er nur mit ihr und dem Geld ihres Vaters durchbrennen. Doch auch zu Timea ist er nicht ganz ehrlich, denn er führt mit der schönen Noémi ein Doppelleben, weswegen er von Tódor Krystian erpresst wird. Nun wird er von den Ereignissen zu einer Entscheidung gedrängt. (stummfilm.at)
Der Film schildert das abenteuerliche Leben des Kapitäns Michael Timar, der einem türkischen Pascha und seiner Tochter Kondja zur Flucht über die Donau verhilft. Sie werden von zwei Berufsverbrechern verfolgt, die es auf das Vermögen des Paschas abgesehen haben. Bei einem Schiffsunglück kommt der Vater ums Leben, seine Tochter erreicht mit Timar die Festungsstadt Komorn. Aus dem Wrack des Schiffes hebt Timar heimlich den Schatz des Paschas, der ihn zu einem erfolgreichen Geschäftsmann macht, und heiratet Kondja. Doch die Ehe verläuft unglücklich, und Timar beginnt ein heimliches Verhältnis mit der jungen Noémi, die auf einer abgeschiedenen Donauinsel lebt. Ständig drohen seine Geheimnisse aufzufliegen, zumal die beiden Verfolger nun ihn im Visier haben. Er kann sie nicht abschütteln und muss eine Entscheidung treffen.
(archive.org)

## Hintergrund
Alexander „Sándor“ Korda war neben Alexander „Sascha“ Graf Kolowrat-Krakowski einer der Pioniere der ungarisch-österreichischen Filmindustrie. Er brachte es bis zu einem der bedeutendsten Regisseure und Produzenten des britischen Films. Für seine Verdienste wurde er 1942 als erste Persönlichkeit der Filmwelt vom britischen Königshaus zum Ritter geschlagen. Zu den bekanntesten Produktionen von Sir Alexander Korda in Großbritannien zählt unter anderem der Filmklassiker Der dritte Mann nach Graham Greene von 1949.
Korda legte zeitlebens viel Wert auf Literaturverfilmungen. Von dem in Ungarn populären Schriftsteller Mór Jókai sollten drei Romane verfilmt werden, doch nur zwei gelangten zur Ausführung, von welchen Az aranyember der erste war. Insgesamt 25 Korda-Produktionen entstanden zwischen 1914 und 1919; lediglich eine, Az aranyember, ist davon erhalten geblieben. Der Film enthält, typisch für Korda, zahlreiche spektakuläre Szenen und bietet in seiner Besetzung einige der bekanntesten ungarischen Schauspieler auf, allen voran Oszkár Beregi, der noch 1933 im Fritz-Lang-Tonfilm Das Testament des Doktor Mabuse den Psychiater Dr. Baum spielte und Gyula Szöreghy, der als „Julius von Szöreghy“ nach 1925 auch in zahlreichen deutschen Produktionen mitwirkte.
Die Photographie lag in den Händen von Gustáv Mihály Kovács. Die Filmbauten erstellte László Márkus. Gyula Szöreghy war Regieassistent und spielte den türkischen Pascha Ali Csorbadzsi. Die Produktion der Corvin-Film wurde auch in Österreich (hier unter dem Titel „Der Goldmensch“), Bulgarien (hier als Златният човек) und Frankreich gezeigt.
Ursprünglich bestand Az aranyember, „ein véritabler Sensations-Film mit Verfolgungsjagden und gefährlichen Verbrechern“, aus drei Teilen mit zusammen 6000 Metern Länge, die rund vier Stunden liefen. Der erste Teil wurde am 20. Jänner, der zweite am 27. Jänner und der dritte am 3. Februar 1919 in den beiden Lichtspielhäusern „Mozgókép Otthon“ und „Uránia“ in Budapest uraufgeführt.
Erhalten hat sich jedoch nur die gekürzte deutsche Fassung mit dem Titel Der rote Halbmond und rund 80 Minuten Spieldauer. Sie ist viragiert, offenbart Gusztav Mihaly Kovacs’„ausgezeichnete Kameraarbeit, ein atmosphärisches Licht und starke Charakterzeichnung“ durch die Darsteller. Entstanden an der Donau, ist sie mit ihren malerischen Landschaftsaufnahmen auch ein kulturhistorisches Dokument des Flusses vor 100 Jahren.
Der Kulturkanal Arte strahlte die deutsche Fassung am Montag, den 5. Dezember 2016 von 23.45 bis 1.10 Uhr mit einer neuen Musikbegleitung durch den Ulmer Komponisten Michael Riessler im Deutschen Fernsehen aus.

## Rezeption
Christoph A. Schmidberger schrieb 2016 zu der Uraufführung mit Riesslers Musik: Der Rote Halbmond ist „eine Schmonzette an der geografischen Schnittstelle des Osmanischen Reiches und der Doppelmonarchie, an der Freunde von Karl May Freude haben dürften. Spannend für Ulmer sind historische Ansichten der Donau.“
Der katholische Filmdienst befand im Lexikon des internationalen Films: „Diese viragierte Fassung wurde sorgfältig restauriert, mit einer Neukomposition versehen und zeigt die visionäre Kraft des Regisseurs, der in seinem als Abenteuer- und Gaunerstück daherkommenden Melodram eine exzessive Licht- und Schattenmalerei betreibt und der pittoresken Donaulandschaft eine grandiose Hauptrolle zuteilt.“
Auf einen besonderen Drehort machte Thomas Schmidinger (2013) aufmerksam: „Der ungarische Schriftsteller Mór Jókai hatte sich bereits 1872 in seinem Roman Der Goldmensch von Ada Kaleh inspirieren lassen. Er schildert darin eine ‚Niemandsinsel‘, die einen von zwei Reichen erteilten Freibrief erhalten habe, ‚der diesem Gebiet eine Existenz außerhalb aller Grenzen erlaubt‘. Die Insel wird bei ihm zu einem utopischen Paradies jenseits von Zeit und Raum, insbesondere aber jenseits von Krieg und Nationalismus.“ Ergänzend dazu Claudio Magris (2009): „In Der Goldmensch erzählt Mór Jókai eine Donau-Robinsonade: Mihály Timár, reich geworden und ‚enttäuscht über seinen zweifelhaften gesellschaftlichen Aufstieg‘ findet auf einer unbekannten Donauinsel sein Glück.“